# Orwell (Vermont)
Pour les articles homonymes, voir Orwell.
Orwell est une ville américaine située dans le Comté d'Addison, dans le Vermont.

## Démographie
Selon le recensement de 2020, sa population est de 1 239 habitants.